# Awraham Hirszson
Awraham Hirszson (hebr. אברהם הירשזון, ang.: Avraham Hirschson, ur. 11 lutego 1941 w Tel Mond, zm. 7 marca 2022) – izraelski polityk, minister finansów w rządzie Ehuda Olmerta.

## Życiorys
Urodził się 11 lutego 1941 w Tel Mond, mieszkał w Tel Awiwie. Od 1970 do 1992 był sekretarzem generalnym młodzieżowej sekcji związku zawodowego Histadrut. Od 1995 roku był szefem Histadrutu i przewodniczącym Narodowego Funduszu Zdrowia od 1996. Pomógł stworzyć i przewodzi projektowi „Marsz Żywych”.
Członek Knesetu z ramienia Likudu w latach 1983−1984 – zrezygnował ze swojej funkcji. Ponownie w Knesecie w latach 1992−2005.
10 stycznia 2005 zastąpił Gidona Ezrę na stanowisku ministra turystyki. Pod koniec listopada 2005 zrezygnował z członkostwa w Likudzie i przyłączył się do Kadimy. 18 stycznia 2006 objął stanowisko ministra komunikacji, a po uzyskaniu przez rząd Omerta powstały po wyborach w 2006 roku, wotum zaufania, objął stanowisko ministra finansów.
Był poddany śledztwom związanym z nieprawidłowościami finansowymi.
W wyniku wyborów w 2009 roku nie dostał się do Knesetu.
Zmarł 7 marca 2022.